# Faro de Cabo Branco
El Faro de Cabo Branco está ubicado en los acantilados de Cabo Branco, en el distrito del mismo nombre, en João Pessoa (Paraíba, Brasil). Situado aproximadamente 800 metros al norte de Ponta do Seixas, punto más oriental de toda América. Es uno de los lugares más importantes y visitados de João Pessoa.

## Historia
El faro se compone de una torre triangular de hormigón de 18 metros de altura, con tres salientes apuntados en forma de ala de 3,5 metros. La torre está pintada de blanco con una franja negra horizontal inmediatamente encima de las alas. No es un verdadero faro ya que carece de luz, sino una especie de marcador de navegación.
La torre fue inaugurada en abril de 1972, durante el gobierno de Emilio Medici. La baliza de "Cabo Blanco" tiene forma triangular con alas, única en el mundo. Los arquitectos tenían la intención de representar una planta de sisal en el diseño del faro. El sisal fue uno de los pilares económicos más duraderos del estado de Paraíba.